# ネイト・カートメル
ナサニエル・"ネイト"・ジョン・カートメル(Nathaniel "Nate" John Cartmell、1883年1月13日 - 1967年8月23日)は、アメリカ合衆国の陸上競技選手。

## 経歴
カートメルは、1904年セントルイスオリンピックに出場し、100m、200mの2種目で同じアメリカのアーチー・ハーンに次ぎ2位に入り銀メダルを獲得。
さらに4年後の1908年ロンドンオリンピックにも出場し、この大会で行われたメドレーリレーの第2走として200mを走り、金メダルを獲得。決勝では22秒2のタイムを記録した。さらに前回大会に続き100mと200mに出場。100mではメダルにとどかず4位という結果であったが、200mでは、決勝で22秒7の記録を出し3位となり前回大会に続きメダルを獲得した。